# Opzij-leerstoel
De Opzij-leerstoel werd in 1997 aan de Universiteit Maastricht ingesteld door de Stichting Opzij, ter gelegenheid van het 25-jarig bestaan van het gelijknamige Nederlandse maandblad.  De instelling van de wisselleerstoel is mede bedoeld als stimulans voor de benoeming van meer vrouwelijke hoogleraren. Op de leerstoel wordt in beginsel iedere 2,5 jaar een andere geleerde vrouw benoemd, maar tussen de vierde en vijfde Opzij-hoogleraar was de post enige tijd vacant. De eerste bekleder, Maaike Meijer, benutte haar functie om een interfacultair Centrum voor Gender en Diversiteit aan de Maastrichtse universiteit op te richten. Sindsdien is de leerstoel aan dat instituut verbonden. Het Centrum werd in 2001 een onderzoekscentrum binnen de Faculteit der Cultuur- en Maatschappijwetenschappen. Maaike Meijer was vanaf de aanvang, op 1 september 1998, tot 2013 directeur van het Centrum voor Gender en Diversiteit, daarna kwam de leiding in handen van Lies Wesseling.

## LNVH-OPZIJ wisselleerstoel
De Opzij-leerstoel is per 1 juni 2017 voortgegaan als LNVH-OPZIJ wisselleerstoel, een gezamenlijk initiatief van Opzij en het Landelijk Netwerk Vrouwelijke Hoogleraren (LNVH). In het kader van het Johanna Westerdijkjaar is de wisselleerstoel gelanceerd om de doorstroom van vrouwen in de wetenschap te bevorderen. Het betreft een onbezoldigde leerstoel met een omvang van 0,4 fte, waarop telkens een bijzonder hoogleraar zal worden benoemd voor een periode van twee jaar. Alle wetenschapsgebieden komen voor de leerstoel in aanmerking, maar het onderzoek van de kandidaat-leerstoelhouder moet aantoonbaar verband houden met gendervraagstukken. De leerstoel rouleert en kent geen vaste inbeddingsuniversiteit. Door bestuurlijke bezwaren tegen de voorwaarden is de vacature tijdelijk bevroren.

## Bekleders van de Opzij-leerstoel
- 1997–1999: Maaike Meijer, met als leeropdracht 'gender, representatie en macht'.

Oratie 22 januari 1999: Machtige melodieën. Populaire teksten uit de jaren vijftig en zestig als bron voor de cultuurgeschiedenis.
- 2000–2002: Liesbet van Zoonen, met als leeropdracht 'macht en strategie: gender en multimedia'.

Oratie 26 mei 2000: Virtuele vrouwen: constructies van gender online.
- 2002–2005: Marli Huijer, met als leeropdracht 'macht en strategie: gender en biomedisch / gezondheids-wetenschappelijk onderzoek'.

Oratie 14 februari 2003: Vrijmoedig spreken. Publieke gesprekken over gender en biotechnologie.
- 2006–2008: Ineke Boerefijn, met als leeropdracht 'macht en strategie: vrouwen in conflictsituaties'.

Oratie 8 december 2006: De blinddoek opzij. Een mensenrechtenbenadering van geweld tegen vrouwen.
- 2014–2017: Lies Wesseling, met als leeropdracht 'culturele herinnering, gender en diversiteit'.

Oratie 12 september 2014: Verwantschap weven: vertelpraktijken en culturele herinnering in transnationale adoptie.